# Kaşyolu, Oğuzeli
Kaşyolu là một xã thuộc huyện Oğuzeli, tỉnh Gaziantep, Thổ Nhĩ Kỳ. Dân số thời điểm năm 2011 là 273 người.